# Polštářové stigma
Polštářové stigma je šestnáctý díl druhé řady amerického televizního seriálu Teorie velkého třesku. V této epizodě hostuje Carol Ann Susiová. Režisérem epizody je Mark Cendrowski.

## Děj
Penny si zkouší zbraň na paintball, se kterou kluci chodí na zápasy. Nešikovností se jí však povede vystřelit několik ran zelené barvy na Sheldonův sedák na gauči. S Leonardem se oba okamžitě snaží celou situaci vyřešit. Sheldon se o sedáku dozví a nechá Penny jej vyčistit. S vyčištěným sedákem ale Sheldon není spokojen a aby se Penny pomstil, střelí jí na dalším zápase v paintballu, na který ji ostatní pozvali (i když byla v jeho vlastním týmu). Během paintballového zápasu pak dvakrát dojde k sexu mezi Leslie a Howardem a oba spolu začnou randit. Leslie se snaží zajistit finanční prostředky pro jeho práci, dokonce jej pozve i do urychlovače částic v Ženevě, pohrozí mu ale, že vše zruší, pokud ji nedoprovodí na svatbu. Leslie využívá sex jako nástroj pro Howardovo ovládání. Ze začátku se mu situace nelíbí, nakonec však svou roli přijme.

## Obsazení
| Johnny Galecki    | Leonard Hofstadter |
| Jim Parsons       | Sheldon Cooper     |
| Kaley Cuoco       | Penny              |
| Simon Helberg     | Howard Wolowitz    |
| Kunal Nayyar      | Raj Koothrappali   |
| Sara Gilbert      | Leslie Winkle      |
| Carol Ann Susiová | Debbie Wolowitz    |